# 현대자동차써비스
현대자동차써비스주식회사는 대한민국의 자동차 수리 및 판매 기업이다.

## 연혁
- 1974년 2월: 현대자동차써비스(주) 설립
- 1977년 11월: 기업공개(자본금 10억원)
- 1983년 5월: 충북, 제주도 지역 자동차 판매 개시
- 1983년 7월: 전남, 강원도 지역 자동차 판매 개시
- 1983년 10월: 경기도 일부 지역 자동차 판매 개시
- 1984년 11월: 전북 지역 자동차 판매개시
- 1986년 2월: 충남 지역 자동차 판매 개시
- 1989년 9월: 자본금 증가(납입자본금 (289,575억원))
- 1990년 1월: 부산, 대구, 경북 자동차 판매개시
- 1991년 9월: 다목적 4륜 구동차 GALLOPER 전국시판
- 1994년 6월: 유류판매 개시
- 1999년 4월: 현대자동차(주)에 흡수 합병